# Визначення мови
Ідентифікація мови (англ. language identification), в методиці обробки природної мови — визначення мови. Проблема ідентифікації мови є особливим випадком категоризації тексту і вирішується з використанням статистичних методів.

## Огляд
Для ідентифікації мови реалізується архітектура PPRLM (parallel phonemes recognition + language model) з паралельним підключенням фонетичних розпізнавачів, навчених декількома мовами. Фонетичне розпізнавання виконується на основі прихованих марковських моделей (ПММ) за допомогою алгоритму Вітербі.
Для прийняття рішення щодо приналежності мовного повідомлення до тієї чи іншої цільової мови реалізується підхід з класифікатором на основі методу опорних векторів (SVM — support vector machines).
Принцип роботи системи, побудованої на основі класичного PPRLM, полягає в наступному:
1. в системі присутні кілька фонетичних розпізнавачів;
2. кожен вхідний звуковий файл розпізнається фонетичними розпізнавачами;
3. за результуючою послідовністю фонем кожного фонетичного розпізнавача рахуються міри близькості до моделі n-gramm тієї чи іншої цільової мови;
4. мова з максимальною мірою близькості моделі n-gramm вважається такою, що перемогла.

У вдосконалених системах PPRLM ідентифікація мови реалізується у вигляді відкритої задачі: проводиться перевірка: «належить» / «не належить» оброблений файл цільовій мові, рішення приймається автоматично з урахуванням порога, встановленого користувачем.
До базового алгоритму додаються наступні кроки:
1. на результуючу послідовність фонем кожного фонетичного розпізнавача накладається модель n-gramm тієї чи іншої "опорної" мови і рахуються міри близькості моделі n-gramm до послідовності фонем;
2. повний набір мір близькості моделей n-gramm до послідовностей фонем є вхідним вектором для класифікатора SVM;
3. за результатом класифікації SVM-класифікатором приймається рішення про приналежність до цільової мови за допомогою порівняння з встановленим порогом для кожної цільової мови окремо.

Звуковий файл є вимовленим цільовою мовою, якщо оцінка, що надана SVM-класифікатором, більше порога. При цьому звуковий файл може бути віднесений до однієї або декількох мов одночасно або не віднесений до жодної з них.

## Ідентифікація схожих мов
Однією з найбільших проблем систем ідентифікації мов є розрізнення близькоспоріднених мов. Подібні мови, такі як болгарська та македонська або індонезійська та малайська, мають значні лексичні та структурні збіги, що ускладнює їх розрізнення системами.
У 2014 році було організовано спільне завдання DSL, яке надало набір даних (Tan et al., 2014), що містить 13 різних мов (і мовних різновидів) у шести мовних групах: Група A (боснійська, хорватська, сербська), Група B (індонезійська, малайзійська), Група C (чеська, словацька), Група D (бразильська португальська, європейська португальська), Група E (півострівна іспанська, аргентинська іспанська), Група F (американська англійська, британська англійська). Найкраща система досягла продуктивності понад 95% результатів (Goutte et al., 2014). Результати спільного завдання DSL описані в Zampieri та ін., 2014. 

### Бібліотеки
- LID — Language Identification in Python: algorithm and code example of an n-gram based LID tool in Python and Scheme by Damir Cavar.
- lid Language Identifier: by Lingua-Systems; C/C++ library and Perl Extension (online demo).
- lc4j, a language categorization Java library [Архівовано 3 березня 2014 у Wayback Machine.], by Marco Olivo.
- Microsoft Extended Linguistic Services for Windows 7 [Архівовано 12 жовтня 2016 у Wayback Machine.]: including Microsoft Language Detection.
- Windows 7 API Code Pack for .NET: including managed interfaces for the above.
- NTextCat — free Language Identification API for .NET (C#) [Архівовано 23 грудня 2017 у Wayback Machine.]: 280+ languages available out of the box. Recognizes language and encoding (UTF-8, Windows-1252, Big5, etc.) of text. Mono compatible.
- jsli — pure JavaScript Language Identification library.
- cldr [Архівовано 6 березня 2014 у Wayback Machine.]-R library for Chromium-Author’s Compact Language Detection code.
- language-detection [Архівовано 23 січня 2016 у Wayback Machine.]: open-source language detection library for Java (forks: lang-guess [Архівовано 20 січня 2016 у Wayback Machine.] and language-detector [Архівовано 21 січня 2022 у Wayback Machine.]).
- cld2 [Архівовано 26 грудня 2015 у Wayback Machine.]: open-source language detection library for C++ by Google
- GuessLanguage [Архівовано 31 березня 2022 у Wayback Machine.]: open-source language detection library for javascript
- GuessLanguage [Архівовано 14 квітня 2016 у Wayback Machine.]: open-source language detection library for python
- Text LanguageDetect [Архівовано 13 березня 2022 у Wayback Machine.]: pear language detect (not maintained currently)
- datagram [Архівовано 28 вересня 2020 у Wayback Machine.]: open-source MIT JavaScript classification library. Automatically classify and recognize languages of input data. It can be used for any type of classification based on trained data.

### Web-сервіси
- Language Identification Web Service [Архівовано 14 травня 2021 у Wayback Machine.]: language detection API (JSON and XML) that detects 100+ languages in texts, websites and documents
- Language Detection API [Архівовано 27 квітня 2022 у Wayback Machine.]: simple language identification API
- dataTXT-LI [Архівовано 24 червня 2021 у Wayback Machine.]: language identification RESTful API, part of dandelion dataTXT semantic API family [Архівовано 17 березня 2015 у Wayback Machine.] (named entity extraction, text similarity etc.)
- AlchemyAPI: language identification API, available as SDK and through a RESTfull API (web-based demonstration).
- PetaMem Language Identification: provides a choice between ngram, nvect and smart methods.
- Open Xerox LanguageIdentifier, available in web-based form or through API.
- GlobalNLP: web-based language identification
- Language Detector, Online identification from text or URL and API available for developers.
- What Language Is This? Online language identifier [Архівовано 18 березня 2022 у Wayback Machine.]: web-based tool written by Henrik Falck.
- Rosette Language Identifier [Архівовано 14 червня 2011 у Wayback Machine.]: product by Basis Technology.
- Language Identifier [Архівовано 20 січня 2014 у Wayback Machine.]: product by Sematext; exposes Java API and is available through REST/Webservice.
- G2LI (Global Information Infrastructure Laboratory’s Language Identifier).
- Rosoka Cloud [Архівовано 4 березня 2016 у Wayback Machine.] by IMT Holdings provides language ID, entity and relationship extraction RESTfull web services available through Amazon Web Services Marketplace.
- Semantria sentiment and text analytics API which features language detection
- Loque.la Language Detection API: Website language identification with API, (json/XML)
- «Стэл КС» Идентификация языка [Архівовано 21 січня 2022 у Wayback Machine.]: API идентификации языка (11 языков)